# 조릿대풀속
조릿대풀속(----屬, 학명: Lophatherum 로파테룸[*])은 벼과의 속이다. 2종으로 이루어진 작은 속이며, 2종 모두 한국에 자생한다.

## 하위 종
- 조릿대풀(L. gracile Brongn.)
- 털조릿대풀(L. sinense Rendle)